# Arantxa Urretabizkaia
Arantxa Urretabizkaia Bejarano (San Sebastián, Guipúzcoa, 1 de julio de 1947) naciada como María Aranzazu Urretavizcaya Bejarano  es una escritora española en lengua euskera.

## Biografía
Nació en el barrio donostirarra de Eguía el 1 de julio de 1947, en la esquina de la calle Egia con Virgen del Carmen. Desde joven compaginó el trabajo con los estudios. Comenzó a trabajar en 1977 como periodista en el diario Egin y más tarde en ETB, Deia y El Diario Vasco. Siempre ha estado muy ligada a ambientes culturales: grupo Argia, editorial LUR, etc.

### Trayectoria cultural
En 1970 tradujo a euskera la obra de Frantz Fanon Afrika iraultzaren alde (Pour la Revolution Africaine) en colaboración con Ibon Sarasola y publicó Mendebaleko Ekonomiaren Historia con Sarasola y Ramón Saizarbitoria. En 1971 tradujo a Maurice Dobb en Sozialismoaren frogantzak (Argumentos sobre el socialismo) y en 1973 la obra de Alson Otazu y Llana Euskal Berdintasuna (El Igualitarismo Vasco: Mito y realidad). 
Autora de San Pedro bezperaren ondoak (Consecuencias de una víspera de San Pedro) en 1972 y de Zergatik panpox (¿Por qué, Pampox?) en 1979; con esta última novela se convirtió entre las primeras figuras de la narrativa vasca de la postguerra.
Como poeta, editó sus primeros trabajos en Euskal Literatura 1972 y está incluida en la antología Poetas Vascos, publicada en 1990 por Julia Otxoa.
Fue coguionista de las películas La conquista de Albania (Alfonso Ungría, 1983) y Lauaxeta - A los cuatro vientos (J. A. Zorrilla 1987), además de la adaptación de su obra Zergatik panpox?, dirigida por Xabier Elorriaga en 1986.
Es académica de la Real Academia de la Lengua Vasca (Euskaltzaindia).
Formó parte del Jurado de Nuevos Directores de la 49ª Edición del Festival de Cine de San Sebastián en 2001.

## Premios y reconocimientos
- 1971 - Premio Gipuzkoa por el libro de poesía San Pedro bezperaren ondokoak.[11]
- 1981 - Premio Ignacio Aldecoa, X concurso de cuentos de la Diputación Foral de Álava, por Baina ez egunero.[11]
- 1982 - Premio de la Crítica de poesía en euskera.[11]
- 1982 - Premio Literario Kutxa Ciudad de Irun.[12]
- 2006 - Premio Rosalía de Castro, Centro PEN.[13]
- 2009 - Premio Rikardo Arregi, por las entrevistas realizadas para el periódico Zabalik.[14]
- 2017 - Premio Euskadi de Literatura por su obra Bidean ikasia (Lo aprendido en el camino).[15]
- 2019 - Premio Anton Abbadia de la Diputación Foral de Gipuzkoa.[16]
- 2023 - Premio Euskadi de Literatura en Euskera, por Azken Etxea.[17]
- 2023 - Premio 111 Akademia de 2022 concedido a los mejores trabajos literarios en euskera.[18]